# Вештем
Вештем (рум. Veștem) — село у повіті Сібіу в Румунії. Входить до складу комуни Шелімбер.
Село розташоване на відстані 203 км на північний захід від Бухареста, 10 км на південний схід від Сібіу, 127 км на південний схід від Клуж-Напоки, 106 км на захід від Брашова.

## Населення
За даними перепису населення 2002 року у селі проживали 1654 особи.
Національний склад населення села:
| Національність | Кількість осіб | Відсоток |
| -------------- | -------------- | -------- |
| румуни         | 1609           | 97,3%    |
| цигани         | 43             | 2,6%     |

Рідною мовою назвали:
| Мова      | Кількість осіб | Відсоток |
| --------- | -------------- | -------- |
| румунська | 1626           | 98,3%    |
| циганська | 26             | 1,6%     |